# Palestrina-Gletscher
Der Palestrina-Gletscher ist ein Gletscher im Norden der westantarktischen Alexander-I.-Insel. Er fließt vom Nichols-Schneefeld nach Westen in die Lasarew-Bucht.
Luftaufnahmen, die bei der Ronne Antarctic Research Expedition (1947–1948) unter der Leitung des US-amerikanischen Polarforschers Finn Ronne entstanden, dienten dem britischen Geographen Derek Searle vom Falkland Islands Dependencies Survey im Jahr 1960 der Kartierung. Das UK Antarctic Place-Names Committee benannte den Gletscher 1961 nach dem italienischen Komponisten Giovanni Pierluigi da Palestrina (1525–1594).